# Liste der Biografien/Kuy
Liste der Biografien |
Portal Biografien |
Personensuche
# |
A |
B |
C |
D |
E |
F |
G |
H |
I |
J |
K |
L |
M |
N |
O |
P |
Q |
R |
S |
T |
U |
V |
W |
X |
Y |
Z |
?
 
Ka |
Kb |
Kc |
Kd |
Ke |
Kf |
Kg |
Kh |
Ki |
Kj |
Kl |
Km |
Kn |
Ko |
Kp |
Kr |
Ks |
Kt |
Ku |
Kv |
Kw |
Ky |
Kx |
Kz
 
Kua |
Kub |
Kuc |
Kud |
Kue |
Kuf |
Kug |
Kuh |
Kui |
Kuj |
Kuk |
Kul |
Kum |
Kun |
Kuo |
Kup |
Kuq |
Kur |
Kus |
Kut |
Kuu |
Kuv |
Kuw |
Kux |
Kuy |
Kuz
Die Liste der Biografien führt alle Personen auf, die in der deutschsprachigen Wikipedia einen Artikel haben. Dieses ist eine Teilliste mit 22 Einträgen von Personen, deren Namen mit den Buchstaben „Kuy“ beginnt.

## Kuy
- Kuy, Michiel van der (* 1962), niederländischer Musiker und Musikproduzent

### Kuya
- Kūya (903–972), japanischer Mönch
- Kuyateh, Lamin (* 1964), gambischer Musiker

### Kuyc
- Kuyckx, Jan (* 1979), belgischer Radrennfahrer

### Kuye
- Kuyelwa Rinchengön (1191–1236), tibetischer Geistlicher

### Kuyk
- Kuykendall, Andrew J. (1815–1891), US-amerikanischer Politiker
- Kuykendall, Dan (1924–2008), US-amerikanischer Politiker
- Kuykendall, Steven T. (1947–2021), US-amerikanischer Politiker
- Kuykendoll, Richard (* 1999), US-amerikanischer Sprinter

### Kuyp
- Kuyper, Abraham (1837–1920), niederländischer reformierter Theologe und Politiker
- Kuyper, Elisabeth (1877–1953), niederländisch-deutsche Komponistin und Dirigentin
- Kuyper, Sjoerd (* 1952), niederländischer Kinderbuchautor und Drehbuchautor
- Kuypers, Gerben (* 2000), belgischer Radrennfahrer
- Kuypers, Julien (1892–1967), belgischer Literaturwissenschaftler und Politiker
- Kuypers, Ricarda (* 1973), deutsche Basketballspielerin

### Kuys
- Kuys, Anton (1903–1978), niederländischer Radrennfahrer

### Kuyt
- Kuyt, Dirk (* 1980), niederländischer FußballspielerDirk Kuyt (* 1980)

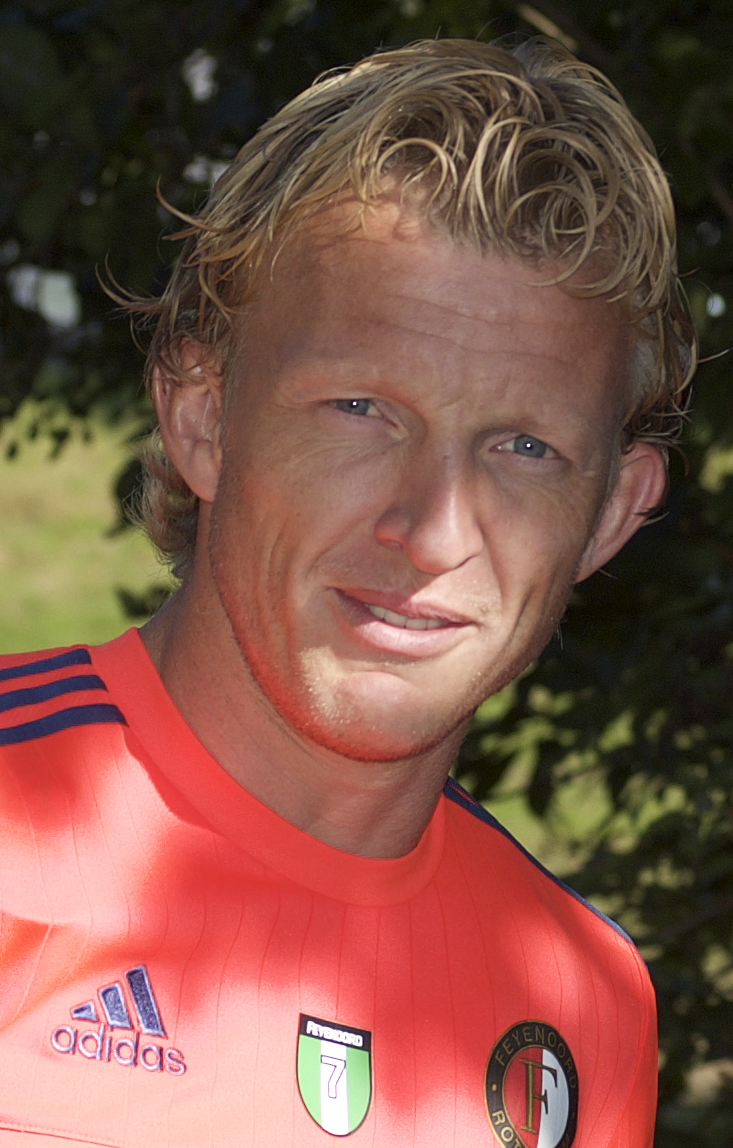
Dirk Kuyt (* 1980)

- Kuytul, Alparslan (* 1965), geistiger Führer der 'Furkan-Bewegung'

### Kuyu
- Kuyucu Murad Pascha († 1611), osmanischer Staatsmann und Großwesir des Reiches
- Kuyucu, Abdurrahman (* 1991), türkischer Fußballspieler
- Kuyucu, Mert (* 2000), deutsch-türkischer Fußballspieler

### Kuyv
- Kuyvenhoven, Christiaan (* 1985), niederländischer klassischer Pianist, Moderator und Schauspieler